# Николаевский судостроительный завод
Николаевский судостроительный завод (укр. Миколаївський суднобудівний завод, бывший Судостроительный завод № 200 имени 61 коммунара; судостроительный завод № 445) — судостроительное предприятие, расположенное в украинском городе Николаеве. Некогда градообразующее ядро города.

## История

### 1787—1917

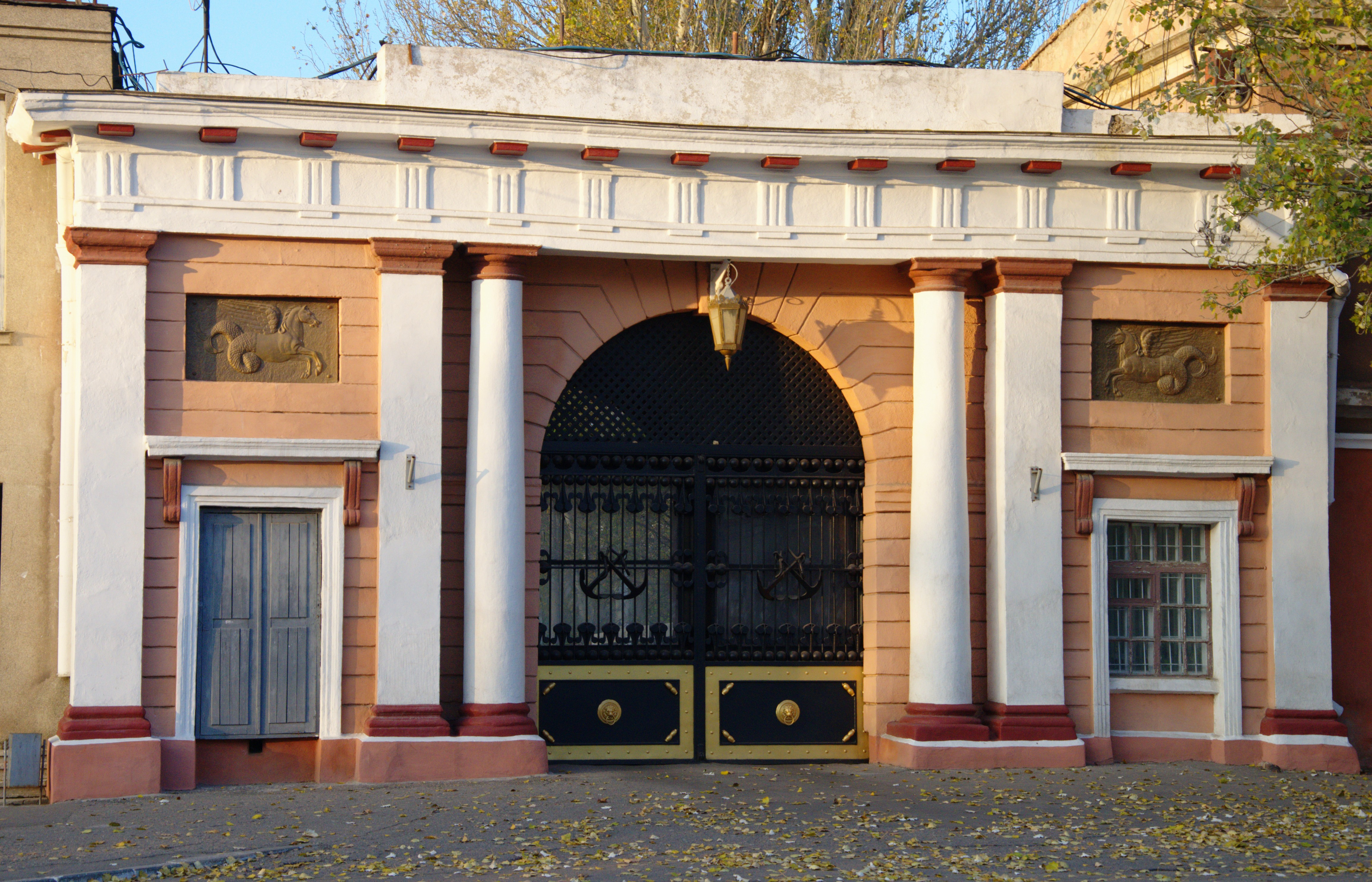
«Главные ворота» завода

Проходная завода имени 61 коммунара и ворота старого адмиралтейства

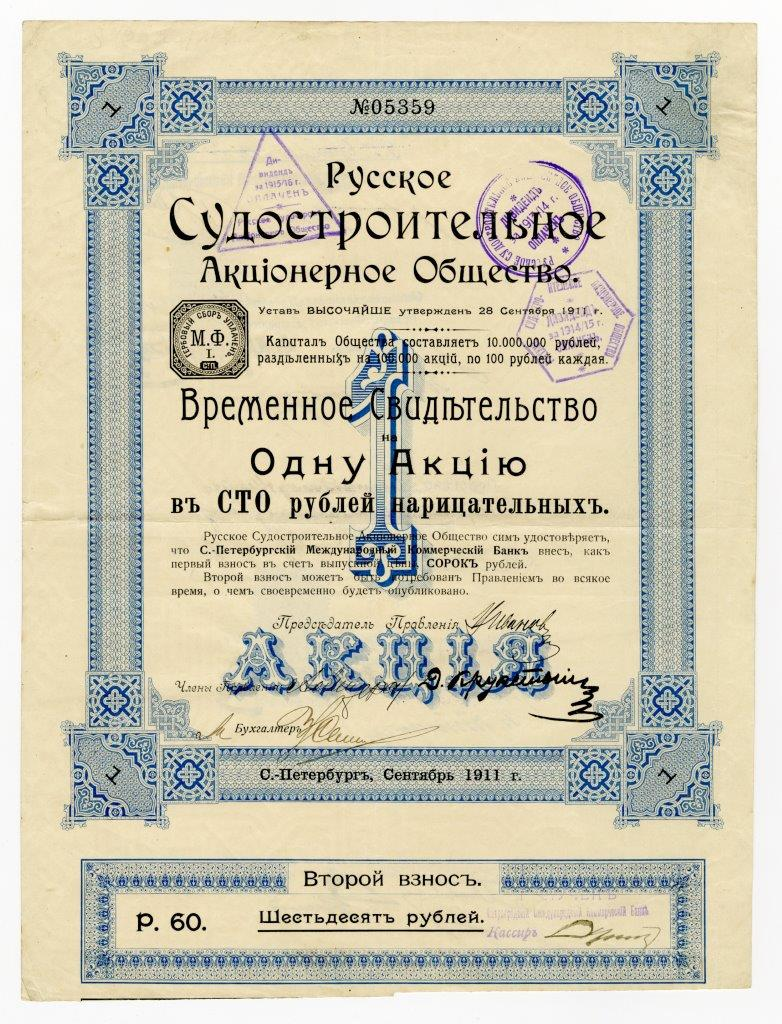
Временное свидетельство на 1 акцию в сто рублей нарицательных Русского судостроительного акционерного общества, выданное С.-Петербургскому международному коммерческому банку. С.-Петербург, сентябрь 1911 г.

Современное административное здание завода, рядом со старым фундаментом Адмиралтейства

Строительство первой верфи в Николаеве было начато в 1787 году, в 1788 году верфь была введена в строй под названием Николаевское адмиралтейство.
25 августа 1790 года здесь был спущен на воду первый корабль — парусный фрегат «Святой Николай».
До 1856 года на верфи строили парусные суда, однако в соответствии с требованиями Парижского мирного договора строительство кораблей на Чёрном море было запрещено.
В 1870 году верфь возобновила строительство кораблей, в 1875 был построен первый металлический корабль: броненосец береговой обороны «поповка».
В 1900 году здесь был построен броненосец «Потёмкин».
В 1900, 1902 и 1911 годы рабочие завода участвовали в стачечном движении.
В 1911 году казённое адмиралтейство не справлялось с программой строительства судов для Черноморского флота. Поэтому было принято решение постройку кораблей Черноморского флота передать частным заводам. Местом постройки нового завода был избран город Николаев, а из поступивших предложений одобрен проект инженера-технолога Н. И. Дмитриева. Для постройки завода морское министерство уступило вновь образовавшемуся «Русскому судостроительному акционерному обществу» в аренду на 24 года южную часть Николаевского адмиралтейства (на левом берегу реки Ингул) с правом выкупа завода в 1916 году.
В 1911—1914 годах на левом берегу реки Ингул были построены два стапеля с эллингами, сборочно-сварочный цех, ряд корпусов и достроечная набережная, в связи с чем завод получил новое название — «Руссуд» (от АО «Русское судостроительное общество» — владелец верфи). На правом берегу Ингула расположились мастерские заводов «Ремсуд» (Ремонт судов) и «Тэмвод» («Трубочный и электромеханический завод»). Первый занимался собственно ремонтом судов, а второй изготавливал трубки и взрыватели для снарядов и мин.
6 октября 1913 был достроен и спущен на воду линкор «Императрица Мария».
По состоянию на 10 октября 1913 года общая стоимость сооружений и оборудования завода составляла 6,9 млн рублей, количество работников составляло 2577 человек. В апреле 1914 года был достроен и спущен на воду линкор «Император Александр III». После начала Первой мировой войны завод был объявлен на военном положении и выполнял только казённые заказы (здесь строились лёгкие крейсера типа «Светлана», две подводные лодки типа «Барс» («Утка» и «Гагара», при содействии Балтийского завода), самоходные десантные баржи водоизмещением 255 тонн для перевозки батальона пехоты, шесть десантных пароходов Канонерские лодки типа «Эльпидифор», три плашкоута для Севастопольского морского порта и плавучий док). В 1914 году численность работников завода была увеличена до 2939 человек, в 1915 году — составляла 2992 человека, в 1916 году — 3901 человек.
К началу 1917 года численность рабочих завода составляла свыше 4 тыс. человек.

### 1918—1991
Рабочие завода принимали активное участие в установлении Советской власти. После установления Советской власти в Николаеве 14 (27) января 1918 года завод был национализирован.
В марте 1918 года отряд Красной гвардии, сформированный из рабочих завода принимал участие в боях против наступавших австро-германских войск, а после того, как 17 марта 1918 Николаев был оккупирован австро-немецкими войсками — приняли участие в Николаевском вооружённом восстании (22-25 марта 1918). В дальнейшем, в соответствии с распоряжением немецких оккупационных властей, заводы «Руссуд» и «Наваль» были переданы немецкой фирме «Блом и Фосс».
20 ноября 1918 года немцы закрыли заводы «Наваль» и «Руссуд»
Ночью 20 ноября 1919 года по решению начальника николаевской контрразведки Шермана (которое утвердил генерал Я. А. Слащёв) на площади у проходной завода расстреляли 61 подпольщика.
31 января 1920 года в Николаеве была восстановлена Советская власть, вслед за этим завод был привлечён к выполнению военного заказа. В течение 1920 года рабочие завода вооружили 9 кораблей Усть-Днепровской флотилии, пополнив их судовые команды; отремонтировали 8 кораблей, 26 катеров, значительное количество автомобилей, а также восстановили городскую радиостанцию, телеграф и телефон.
В апреле 1920 года в результате слияния трёх предприятий: «Руссуд», «Ремсуд», «Тэмвод» завод был преобразован и получил новое наименование: «Тремсуд». В этом же году заводом была достроена и спущена на воду канонерская лодка «Эльпидифор-415».
После окончания гражданской войны завод был реконструирован
В 1930 году заводу было дано современное название (в память о 61 рабочем судостроительного завода «Руссуд», которые были расстреляны деникинцами в ночь на 20 ноября 1919 года).
16 августа 1941 года Николаев был оккупирован немецкими войсками. В условиях оккупации на заводе (получившем название «Северная верфь») действовала подпольная группа, которой руководил Г. А. Степанов, связанная с городским подпольем.
Немецкое военное командование придавало большое значение удержанию Николаева, построив на подступах к городу четыре оборонительных рубежа. Бои за Николаев начались 18 марта 1944 года и продолжались до 28 марта 1944. Городские бои за территорию завода и соседние кварталы 27-28 марта 1944 вёл штурмовой отряд 130-й стрелковой дивизии под командованием майора А. К. Семиренко в количестве 60 человек, который ночью форсировал р. Ингул и высадился на северо-восточной окраине города. Уже в апреле 1944 года завод возобновил работу.
В 1944—1950 годах директором завода был И. С. Прибыльский.
В 1950—1959 годах директором завода был А. Б. Ганькевич.
В 1960-е годы завод освоил производство газотурбинных кораблей.
В 1963 году завод был награждён орденом Ленина.
12 июня 1972 года на заводе был спущен на воду последний транспортный рефрижератор серии «Сибирь» и заложен первый океанский рефрижератор новой серии «50 лет СССР» водоизмещением 20 тыс. тонн (который был спущен на воду 4 декабря 1972 года).
С 1975 года при заводе действует проектный центр, выполняющий НИР в области военного кораблестроения и проектирование кораблей различного назначения.
30 марта 1977 завод завершил строительство океанского рефрижератора «60 лет Октября».
20 ноября 1983 завод досрочно подготовил к ходовым испытаниям судно-рефрижератор «Пролив Дианы».
30 марта 1984 завод досрочно спустил на воду океанский рефрижератор «Сангарский пролив».
27 августа 1987 на заводе был спущен на воду транспортный рефрижератор «Бухта Омега».
В 1988 году завод построил и открыл санаторий-профилакторий «Ингул» для оздоровления работников предприятия

### Независимая Украина
После создания ассоциации судостроителей Украины «Укрсудпром», завод вошёл в состав ассоциации.

#### 2000-е
13 июля 2000 года правительством Украины был принят закон № 1909-III о создании специальной экономической зоны «Николаев», предусматривавший поддержку судостроительных предприятий Николаева, однако в 2005 году премьер-министр Ю. В. Тимошенко и вице-премьер В. М. Пинзеник добились, чтобы Верховная Рада упразднила режим функционирования СЭЗ «Николаев» и прекратили государственную поддержку судостроения. Отмена государственного субсидирования ухудшило положение данного предприятия.
В 2005—2007 гг. завод построил четыре 89-метровых универсальных сухогруза для испанской компании «Factoria Naval de marin».
По состоянию на декабрь 2007 года, предприятие имело возможность строить корабли массой до 28 000 тонн
Начавшийся в 2008 году экономический кризис и вступление Украины в ВТО в мае 2008 года осложнили положение завода.
С 2009 года завод прекратил строительство судов, выполняя только судоремонт.

#### 2010-е
После создания в декабре 2010 года государственного концерна «Укроборонпром», завод был включён в состав концерна.
6 августа 2012 года в акватории завода затонул прибывший для разбора на металлолом сухогруз «Василий Шукшин», принадлежавший ООО «Морская транспортная компания», ликвидация последствий аварии временно нарушила функционирование завода.
2 октября 2012 была списана задолженность завода по невыплаченным налогам (на сумму 45 млн. 884,5 тыс. гривен).
С начала 2014 года ситуация на заводе ухудшилась, в связи с отсутствием государственного заказа по судостроению и судоремонту (в связи с тем, что заводу не были выделены средства на содержание недостроенного крейсера «Украина», к августу 2014 года объём задолженности завода возрос до 1,46 млн гривен).
Осенью 2014 года завод был привлечён к выполнению военного заказа — для вооружённых сил Украины был начат выпуск переносных печей-«буржуек»
18 августа 2015 на завод для ремонта прибыл десантный катер «Сватово» ВМС Украины.
24 апреля 2018 года предприятие выставлено на продажу, за долги по заработной плате.

#### 2020-е
26 октября 2020 года Хозяйственный суд Николаевской области начал процедуру банкротства.

## Построенные корабли
- Ракетные крейсера проекта 1164 «Атлант»
- Большие противолодочные корабли проекта 1134-Б
- БПК «Николаев»
- БПК «Петропавловск»
- БПК «Керчь»
- БПК «Азов»
- БПК «Очаков»
- БПК «Таллин»
- БПК «Ташкент»
- Большие противолодочные корабли проекта 61
- БПК «Комсомолец Украины»
- БПК «Сообразительный»
- БПК «Проворный»
- БПК «Стройный»
- БПК «Красный Кавказ»
- БПК «Решительный»
- БПК «Смышлёный»
- БПК «Строгий»
- БПК «Сметливый»
- БПК «Смелый»
- БПК «Красный Крым»
- БПК «Способный»
- БПК «Скорый»
- БПК «Сдержанный»
- БПК «Отважный»
- Эскадренные миноносцы проекта 57-бис
- Эсминец «Бойкий»
- Эсминец «Упорный»
- Эсминец «Гневный»
- Эскадренные миноносцы проекта 56
- Эсминец «Прозорливый»
- Эсминец «Бедовый»
- Эсминец «Бравый»
- Эсминец «Пламенный»
- Эсминец «Напористый»
- Эсминец «Благородный»
- Эсминец «Бурливый»
- Эсминец «Бесследный»
- Эсминец «Бывалый»
- Эсминец «Блестящий»
- Сторожевые корабли проекта 50
- Эскадренные миноносцы проекта 30-бис
- Подводные лодки типа «Щука»
- Щ-204
- Щ-205
- Щ-206
- Щ-207
- Щ-216